# بازی جرالد
بازی جرالد (انگلیسی: Gerald's Game) کتابی نوشتهٔ نویسندهٔ آمریکایی استیون کینگ است که در سال ۱۹۹۲ منتشر شد.